# Statesman (U-Boot)
HMS Statesman (Kennung: P246) war ein U-Boot der britischen Royal Navy. Die Statesman gilt als das U-Boot, das den letzten erfolgreichen Torpedoangriff des Zweiten Weltkrieges durchführte.
Das Boot wurde zwischen 1952 und 1959 von der französischen Marine unter dem Namen Sultane eingesetzt.

## Geschichte
Die Statesman (engl.: Staatsmann) war ein Boot des dritten Bauloses der erfolgreichen S-Klasse; dieses Baulos wird auch als Seraph-Klasse bezeichnet. Das Boot wurde am 2. November 1942 bei Cammell, Laird & Company im nordwestenglischen Birkenhead aufgelegt, lief am 14. September 1943 vom Stapel und wurde von der Royal Navy am 13. Dezember 1943 in Dienst gestellt.
Die Royal Navy setzte das Boot im Pazifikkrieg ein.
Am 22. August 1944 torpedierte und versenkte die Statesman den japanischen Militärtransporter Sugi Maru Nr. 5 (das ehemals unter panamaischer Flagge fahrende norwegische Handelsschiff Gran; 1983 BRT) vor Port Blair (Andamanen) bei 11° 40′ N, 92° 45′ O. Am 6. Oktober versenkte sie vor den Mergui-Inseln (Birma) zwei japanische Segelschiffe mit dem Deckgeschütz. Am 29. Dezember wurde nordöstlich von Sumatra (Niederländisch-Indien) ein weiteres japanisches Segelschiff versenkt. Am 1. Januar 1945 folgten vier weitere kleinere japanische Einheiten im selben Seegebiet und am 6. Februar zwei Segelschiffe in der Malakkastraße. Am 17. Februar versenkte die Statesman in der Malakkastraße bei 4° 26′ N, 98° 16′ O den japanischen Trawler Matsujima Maru Nr. 3 und die drei japanischen Küstenmotorschiffe Nippon Maru Nr. 19, Nanyo Maru Nr. 17 und Nippon Maru Nr. 14 mit dem Deckgeschütz. Zwischen dem 20. Februar und dem 15. Mai vernichtete die Statesman in der Malakkastraße 30 kleinere japanische Transporteinheiten (zumeist Dschunken und Landungsboote). Die häufig unbewaffneten und ungeschützten Einheiten wurden hauptsächlich mit dem Deckgeschütz, aber teilweise auch mit Sprengladungen von Enterkommandos versenkt.
Am 9. Mai 1945 verließen der japanische Schwere Kreuzer Haguro und der Zerstörer Kamikaze Singapur, um Truppen auf den Andamanen mit Nachschub zu versorgen. Schon am 10. Mai wurde der Verband von der Statesman und der Subtle entdeckt. Daraufhin stellte die Royal Navy sofort in Trincomalee (Ceylon) einen Einsatzverband aus zwei Schlachtschiffen, einem Schweren Kreuzer, zwei Leichten Kreuzern, vier Geleitflugzeugträgern und acht Zerstörern auf. Die Haguro wurde am 16. Mai von den weit überlegenen Kräften versenkt. Die Kamikaze konnte sich absetzen.
Die Statesman versenkte am 26. Juni 1945 nördlich von Sumatra ein japanisches Segelschiff und am 14. August in der Malakkastraße fünf Segelschiffe. Am 18. August 1945, drei Tage nach der Kapitulation Japans, torpedierte und versenkte die Statesman in der Malakkastraße das treibende Wrack eines japanischen Küstenmotorschiffes. Dieser Angriff gilt als der letzte erfolgreiche Torpedoangriff eines U-Bootes im Zweiten Weltkrieg. Seitdem kam es im realen Kriegseinsatz nur zu zwei weiteren erfolgreichen U-Boot-Torpedoangriffen: Im Bangladesch-Krieg versenkte das pakistanische U-Boot Hangor am 9. Dezember 1971 die indische Fregatte Khukri, und im Falklandkrieg versenkte das britische Atom-U-Boot Conqueror am 2. Mai 1982 den argentinischen Kreuzer General Belgrano.
Nach dem Krieg wurde das Boot 1952 an die französische Marine übergeben und in Sultane umbenannt. Am 5. November 1959 gaben die Franzosen das Boot zurück. Es wurde am 3. Januar 1961 zur Verschrottung verkauft.